# چوکوواتس (پروکوپیه)
چوکوواتس (به صربی: Ćukovac) یک منطقهٔ مسکونی در صربستان است که در صربستان واقع شده‌است.